# Otto Thomas
Otto Thomas (Krippen, 5 d'octubre de 1857 - 19 de febrer de 1937) fou un organista i compositor alemany. Fou deixeble de Merkel, i des de 1890 organista de l'església de Sant Pau de Dresden, càrrec que deixà el 1910. Compongué cors religiosos i motets per a cors mixtes; motets per a cors d'homes; cants religiosos amb acompanyament d'orgue; fugues per aquest instrument; elegies, fantasies variacions, etc.